# Rosierodon
Rosierodon — викопний рід морганукодонтових ссавців з пізнього тріасу Франції. Він містить один вид, Rosierodon anceps, який був названий у 2015 році на основі кількох ізольованих нижніх молярів, виявлених у Сен-Нікола-де-Пор.